# 슬픈 트와일라이트
슬픈 트와일라이트(悲しみトワイライト 카나시미 토와이라이토[*])은 2007년 4월 25일에 발매된 모닝구무스메의 서른세 번째 싱글이다.

## 개요
- 4대 리더 요시자와 히토미가 마지막으로 참여한 싱글이다(6월에 후지모토 미키가 탈퇴했기 때문에 사실상 후지모토 역시 마지막으로 참여한 싱글이다.). 쥰쥰, 링링 가입 발표 후에 발매된 싱글이지만, 이 싱글에는 참여하지 않았고, 다음 싱글 여자에게 행복이 있길부터 참여하였다.

- 뮤직 비디오는 맹장염 때문에 쿠스미 코하루만 후에 따로 촬영하였다.

- 초회한정반 A, B 및 통상반으로 발매. 초회한정반에는 이벤트 초대 추첨 시리얼 넘버 카드가 봉입되었다.

- 2007년 5월 7일자 오리콘 차트에서 싱글 총판매량 1,108.5만장을 기록하였고, 핑크 레이디의 1,103.7만장을 넘어서, 여성 그룹 역대 1위를 차지하였다. 또한 발매 첫 주 판매량이 5만장을 넘은 것은 2005년 이롯포이 지렛타이 이후 처음이다.

## 수록곡
1. 悲しみトワイライト
작사, 작곡 : 층쿠 / 편곡 : 야마자키 준
2. Hand made CITY
작사, 작곡 : 층쿠 / 편곡 : 스즈키Daichi히데유키
3. 悲しみトワイライト (Instrumental)

## 참여 뮤지션
※괄호는 트랙 번호
- 야마자키 준 - 프로그래밍, 기타 (1)
- 이나바 아쓰코 - 코러스 (1)
- 스즈키Daichi히데유키 - 프로그래밍, 기타 (2)
- 가메다 고지 - 기타 (2)
- CHINO - 코러스 (1)

## 차트
- 주간최고순위 2위 (오리콘 차트)